# Cantonul Bains-les-Bains
Cantonul Bains-les-Bains este un canton din arondismentul Épinal, departamentul Vosges, regiunea Lorena, Franța.

## Comune
- Bains-les-Bains (reședință)
- Fontenoy-le-Château
- Grandrupt-de-Bains
- Gruey-lès-Surance
- Harsault
- Hautmougey
- La Haye
- Le Magny
- Montmotier
- Trémonzey
- Vioménil
- Les Voivres